# Confraternité réformée mondiale
 (avril 2024).
Si vous disposez d'ouvrages ou d'articles de référence ou si vous connaissez des sites web de qualité traitant du thème abordé ici, merci de compléter l'article en donnant les références utiles à sa vérifiabilité et en les liant à la section « Notes et références ».
La World Reformed Fellowship (WRF - Confraternité réformée mondiale) est une organisation internationale d'Églises réformées d'orientation plus conservatrice que celles qui sont rassemblées au sein de la Communion mondiale d'Églises réformées.
Elle a été formée le 24 octobre 2000. Elle est présente dans 22 pays, et rassemble 34 Églises. Ses membres doivent adhérer à une des confessions de foi traditionnelle du Calvinisme, comme la Confession de foi de Westminster.

## Membres
- Afrique du Sud :
  - Christian Reformed Church of South Africa
  - Church of England in South Africa
  - Reformed Churches in South Africa
- Allemagne :
  - Reformed Free Church in Germany
- Australie :
  - Church and Nation Committee of The Presbyterian Church of Victoria
  - Presbyterian Church of Australia
- Birmanie :
  - Evangelical Presbyterian Church of Myanmar
  - United Reformed Churches in Myanmar
- Bolivie :
  - Presbyterian Church of Bolivia
- Brésil :
  - Presbyterian Church of Brazil
- Canada :
  - Église réformée du Québec
- Colombie :
  - United Church of Christ
- République démocratique du Congo :
  - Evangelical Reformed Church of the Democratic Republic of Congo
  - Presbyterian Church of the Eastern Democratic Republic of Congo
- Croatie :
  - Protestant Reformed Christian Church of Croatia
- États-Unis :
  - Associate Reformed Presbyterian Church
  - Evangelical Presbyterian Church
  - Evangelical Reformed Church Association
  - Presbyterian Church in America
  - United Christian Church and Bible Institute
- Inde :
  - Presbyterian Church in India
  - Reformed Presbyterian Church of India
  - India Reformed Presbyterian Church
- Indonésie :
  - Reformed Evangelical Church of Indonesia
- Italie
  - Chiese Evangeliche Riformate Battiste in Italia
- Mexique
  - National Presbyterian Church of Mexico
- Népal :
  - Reformed Church of Nepal
- Nouvelle-Zélande :
  - Grace Presbyterian Church of New Zealand
- Ouganda :
  - India Reformed Presbyterian Church
- Pakistan :
  - United Presbyterian Church of Pakistan
- Pérou :
  - Evangelical Presbyterian Church of Peru
- Royaume-Uni
  -  Écosse : Associated Presbyterian Church
- Sierra Leone :
  - Mount Zion Presbyterian Church of Sierra Leone
- Soudan :
  - Sudanese Reformed Churches